# Опалек Мєчислав Владислав
Мєчислав Владислав Опалек (пол. Opałek Mieczysław Władysław; 9 вересня 1881, Львів — 6 травня 1964, Новий Сонч) — польський історик, письменник, культурознавець, педагог та бібліофіл. Здобув визнання у Польщі своїми книгами з історії побуту та культури старого Львова.

## Життєпис
Народився 9 вересня 1881 року у Львові, тоді частині Австро-Угорської імперії, у родині Юзефа та Пауліни з Мальцув. У 1890-х роках учень гімназії імені Франца-Йосифа. Закінчив учительські курси. 1902 року — співзасновник читальні Товариства Народної Школи, а з 1905 року вчителював у різних школах, зокрема у Львові та Ритро. Член стрілецького союзу. Після початку Першої світової війни, 26 жовтня 1914 року приєднався до польського легіону. Служив рядовим. Пізніше був вояком Польського допоміжного корпусу, 1917 року інтернований у Вітковицях. У 1918—1920 роках служив добровольцем у Війську Польському.
Після війни працював вчителем. У 1925 році заснував товариство любителів книги. Був членом правління окружної Спілки польських легіонерів у Львові. 9 листопада 1931 року був нагороджений Золотим хрестом за заслуги.
У 1933—1940 роках був директором Міської чоловічої школи імені Святої Марії Магдалини у Львові. Одночасно редагував «Хроніку Рогатинського повіту», у 1934—1938 роках «Вчительський огляд» (пол. Przegląd Nauczycielski). 5 листопада 1935 року нагороджений срібним Академічним лавром. Період до 1939 року був «золотим» періодом найбільшого розвитку та розквіту школи. Шукаючи нові форми навчання та спрямовуючи інтереси молоді, він сприяв проведенню шкільних виставок. Незмінну пізнавальну цінність несли виставки «Століття пана Тадеуша» (1934), «Краса наших гір» (1936), «Фахтувальники прогресу і свободи» (1937) та інші. Він був відомим бібліофілом, мав багату колекцію бібліофільських гравюр, ксилографій та літографій XIX століття. Також нагороджений пам'ятною медаллю за участь у війні 1918—1921 років.
Мешкав у Львові на вул. Пісковій, 25. Після другої світової війни переїхав зі Львова до Пшеворська, а потім до Дзікова (нині — частина міста Тарнобжег). У 1945—1948 роках забезпечував садибні книгозбірні в Пшеворську, Дзікові та Ланьцуті. У 1946–1947 роках був інспектором шкільної окружної ради в Ряшеві. З 1955 року мешкав у Фриштаку.
Помер 6 травня 1964 року та похований у Новому Сончі.

## Публікації
- «Горлиці» (Краків, 1915);
- «З історії галицької освіти» (1913);
- «Польські пам'ятні значки та медалі 1914/15» (Краків, 1915);
- «Польські пам'ятки 1914—1915. другий випуск. Значки, медалі, таблички, персні» (Краків, 1916);
- «Польські пам'ятки 1914—1917. Значки, медалі, таблички. Випуск третій» (Краків, 1917);
- «Щити легіонів 1914—1917» (1917);
- «У садибі в Литві. З дитинства Юзефа Пілсудського» (Краків, 1917);
- «Нагрудні знаки захисників Львова і східних кресів 1918—1919» (1920);
- «Львів героїчний» (1921);
- «Білі орли. Про герб і кольори Польської Держави» (1921);
- «Сто тридцять років серед книг. Львівські антиквари Іглові 1795—1928 Львів» (1928);
- «Картинки з минулого Львова» (1931);
- «Зі спогадів бібліофіла» (1960);
- «Про Львів і мою молодість. Сторінки із щоденника 1881—1901» (пол. «O Lwowie i mojej młodości. Kartki z pamiętnika 1881–1901»; Вроцлав, 1987, посмертне видання).

## Опалек та Україна
Опалек мав неоднозначне ставлення до українців. Як учитель у львівській школі, Опалек доносив учням принципи рівноправності поляків та русинів, вважаючи українців та русинів відмінними за своєю суттю. Зокрема, до русинів він зараховував усіх толерантних щодо поляків, тобто «давній братній народ», натомість, українцями вважав «злу мутацію» русинів, що проявлялася в антипольських настроях.

## Переклади українською
- Мечислав Опалек. На щербатім львівськім бруці / Переклад з польської: Лариса Андрієвська. — Львів : ЛА «Піраміда», 2002. — 180 с. — (Юрій Винничук презентує) — ISBN 966-7188-60-4.

## Родина
Дружина — Валерія Опалек. У шлюбі народилося 6 дітей: Збігнєв, Зоф'я, Ришард, Аліна, Вєслав та Болеслав.
Його молодший син — Болеслав Опалек (1925—2018) був вояком округу Армії Крайової «Львів», брав участь в операції «Burza» у Львові, як вояк роти «С» екстериторіального штабу Армії Крайової у Львові. По війні — багатолітній президент Товариства любителів Львова і південно-східних кресів. Рішенням Президента Республіки Польща Анджея Дуди від 23 вересня 2017 року Болеслав Опалек нагороджений Офіцерським хрестом Ордена Відродження Польщі за визначні заслуги у вшануванні історії південно-східних кресів та громадську діяльність.